# Col de la Munia
Le col de la Munia (en espagnol collado de la Munia) est un col de montagne pédestre des Pyrénées s'élevant à 2 853 mètres, qui relie la vallée de Héas en France à la vallée de Bielsa en Espagne. 
Il est situé au sud de la commune de Gavarnie-Gèdre dans le département des Hautes-Pyrénées, et au nord-est de Bielsa dans la province de Huesca.

## Toponymie
Era Munia serait la « moniale », d'origine espagnole. Sinon, son origine peut être latine, moenia voulant dire « murailles », ce qui correspond bien à son relief[réf. nécessaire].

## Géographie
Le col de la Munia donne sur la vallée de Héas au nord, et la vallée de Bielsa côté sud.
Il est situé sur la frontière entre la France et l'Espagne entre le mont Arrouy (2 888 m) à l’ouest et le pic de la Munia (3 133 m) à l’est.
Il surplombe le cirque de Troumouse au nord et l’ibón de la Larri au sud.

## Protection environnementale
Le col est situé dans le parc national des Pyrénées et fait partie d'une zone naturelle protégée, classée ZNIEFF de type 1 : « Cirques d’Estaubé, de Gavarnie et de Troumouse » et de type 2 : « Haute vallée du gave de Pau : Vallées de Gèdre et Gavarnie ».

## Voies d'accès
Côté français, il est accessible par l'impressionnante face nord, dans le vaste cirque de Troumouse. Le point de départ se situe au parking de Troumouse, aux alentours de 2 100 mètres.
Côté espagnol, on y accède via la vallée de Pineta aux alentours de 1 900 mètres d'altitude. Un sentier mène jusqu'au col.